# Rajmund III. Tripolski
Rajmund III. Tripolski (lat. Raimundus III de Tripoli; fr. Raymond III de Tripoli) (?, o. 1140. - Tripoli, Grofovija Tripoli, srpnja, 1187.), križarski ratnik, grof Tripolija (1152.-1187.), galilejski knez (1174.-1187.), zajedno sa suprugom Echive de Bures i regent Jeruzalemskog Kraljevstva u dva navrata (1174.-1177. i 1184.-1185.). Bio je izdanak francuske velikaške obitelji Tuluških. Preko majke Hodierne Jeruzalemske bio je u bliskim rodbinskim odnosima s kraljevskom dinastijom Jeruzalemakog Kraljevstva što mu je omogućilo utjecaj na njegovu politiku, a preko braka s Eschivom od Buresa postao je galileljski knez, što ga je učinilo jednim od najbogatijih plemića u kraljevstvu.

## Životopis

### Rani život
Rodio se 1140. godine kao jedini sin u obitelji oca Rajmunda II., grofa Tripolija i Hodierne Jeruzalemske, kćeri jeruzalemskog kralja Balduina II. Jeruzalemskog. Imao je sestru Melisendu od Tripolija. U ranom djetinjstvu roditelji su mu se rastavili te je majka Hodierna napustila Tripoli i otišla u Jeruzalem.
Godine 1152. grupa Asasina izvršila je atentat na Rajmundova oca Rajmunda II. kraj južnih vrata Tripolija, nakon čega je maloljetni Rajmund III. preuzeo grofovski naslov i vlast, a njegova majka Hodierna se vratila u Tripoli i preuzela regentstvo u ime svog maloljetnog sina.

### Grof od Tripolija
Rajmund III. je postao punoljetan 1152. godine te je preuzeo vlast u svoje ime. Kada je kralj Balduin III. upao u zasjedu kraj Jordana koju su mu pripremile snage emira Alepa i Damaska Nur-ad Din (1146.-1174.) iz dinastije Zengida, kralj je poslao glasnike u Tripoli i Antiohiju kako bi zatražio pomoć od grofa Rajmunda III. i Reginalda od Châtillona. Po dolasku križarskog pojačanja, Nur-ad Din se povukao bez sukoba.
Godine 1161. Rajmund III. poslao je novoizgrađene ratne brodove u pljačku priobalnih područja Bizantskog Carstva kako bi se osvetio bizantskom caru Manuelu I. Komnenu koji je bio otkazao zaruke s Rajmundovom sestrom Melisendom.

### Zarobljeništvo
Nur-ad Din je poharao dvorac Krak des Chevaliers i otpočeo opsadu Harenca u ljeto 1164. godine. Križarska vojska je krenula u pomoć opkoljenom gradu, ali je poražena 10. kolovoza u bitki kod Harima. Za vrijeme bitke zarobljeni su brojni križarski vođe, a među njima i grof Rajmund III. od Tripolija, knez Bohemund III. od Antiohije, grof Joscelin III. od Edese i grof Hugo VIII. Lizinjanski.
Rajmund III. je iz zarobljeništva predao upravu nad Tripolijem novom jeruzalemskom kralju Almariku I. Jeruzalemskom (1163.-1174.) te je kralj preuzeo vlast nad Grofovijom Tripoli kao njen upravitelj. Almarik I. je uspio nagovoriti Nur-ad Dina na oslobađanje Bohemunda III. Antiohijskog i Torosa II. Armensko, jer su bili vazali Bizantskog Carstva, ali nije uspio ishoditi oslobađanje Rajmunda III. Nije poznato kada je točno oslobođen Rajmund III., ali to se dogodilo između 1172. i 1174., a najvjerojatnije je bio oslobođen, uz obvezu plaćanja otkupnine, zato što je Nur-ad Dinoj vlasti i njegovim posjedima zaprijetio sultan Saladin iz Egipta te je Nur-ad Din shvatio da su mu križarske države potrebne kao zona razdvajanja između Saladina i njega.

### Prvo regentstvo
Kada je 1174. godine preminuo galilejski knez Valter od Saint Omera, kralj Almarik I. je predao Rajmundu III. njegovu udovicu Eschivu od Buresa za ženu i feud Kneževinu Galileju u vlast iure uxoris, čime je Rajmund III. znatno povećao svoje bogatstvo i ugled. Rajmund i Eschiva nisu imali djece, ali je Rajmund podigao njenu djecu iz prethodnog braka kao svoju.
Kada je 1174. godine umro jeruzalemski kralj Almarik I., novim kraljem je postao njegov sin Balduin. Budući da je bio maloljetan, a usto i gubavac, Milo od Plancyja je preuzeo upravu nad kraljevstvom u kraljevo ime, čemu se usprotivio Rajmund III. tvrdeći da je najbliži kraljev rođak i najutjecajniji kraljev vazal te da stoga on ima pravo na regentstvo. Uskoro je Milo od Plancyja bio ubijen te je dvorsko vijeće odlučilo priznati Rajmunda III. kao regenta Jeruzalemskog Kraljevstva. Uz njega su odmah pristali Humphrey II. Toronski, Reginald Sidonski te braća Balduin i Balian od Ibelina.
Rajmund III. je vratio dječakovu majku Agnezu od Courtenayja na kraljevski dvor kako bi utjecala na maloljetnog kralja, za kancelara je imenovao tirskog nadbiskupa i kroničara Vilima Tirskog (o. 1130.-1186.), dok je mjesto senešala ostavio upražnjenim.
U međuvremenu je Saladin zaratio protiv Zengida te osvojio čitavu južnu Siriju pobijedivši 13. travnja 1175. godine ujedinjene vojne snage Alepa i Mosula. Križarska vojska je bila podignuta na noge, ali nije se miješala u sukob između Saladina i Zengida. Dana 22. srpnja potpisan je mirovni sporazum između križara i Saladina.

### Vojne kampanje i dinastički sukobi
Godine 1176. kralj Balduin IV. je postao punoljetan pa se Rajmund III. odrekao dužnosti regenta i vratio u Tripoli. Kada je 1177. godine grof Filip I. Flandrijski pristao u Akri s velikom križarskom vojskom upućenom iz Europe, grof Rajmund III. i knez Bohemund III. nagovorili su ga da s vojskom pomogne njima u vojnim kampanjama na korist Grofovije Tripoli i Kneževine Antiohije, umjesto da se po kraljevu nalogu zaputi u napad na Saladinovo sjedište, Egipat. Filipova vojska je iskorištena u kratkotrajnom i bezuspješnom napadu na Hamu, koja je iznenada prekinuta, jer je Bohemund III. nagovorio Filipa I. da napadne Harenc. Istovremeno, vojska Rajmunda III. vršila je pljačkaške pohode na Saladinovom teritoriju.
Godine 1179. Saladin je izvršio iznenadan napad na Galileju gdje je porazio križarsku vojsku. To je bila prva velika Saladinova pobjeda nad križarima koja je utrla put njegovim novim pobjedama.
Rajmund III. i Bohemund III. su umarširali sa svojim vojskama u Jeruzalem u kolovozu 1180 godine. Kralj Balduin IV. se pobojao da će ga svrgnuti s vlasti te je dao udati svoju sestru Sibilu Jeruzalemsku za Gvida Lizinjanskog, umjesto za njihova kandidata Balduina od Ibelina. Izgubivši kraljevu naklonost, Rajmund i Bohemund su napustili Jeruzalem nakon Uskrsa, a Rajmund je bio prognan iz kraljevstva na dvije godine. Na njihovu povratku je Saladin iznenada napao Kneževinu Galileju, ali budući da se tu našla velika križarska vojska pod zapovjedništvom Rajmunda III. i Bohemunda III., Saladin je odustao od napada i potpisao dvogodišnje primirje. Budući da se primirje nije odnosilo na Grofoviju Tripoli, Saladin je napao taj teritorij te je prekinuo daljnje napade tek nakon što je potpisao primirje s Rajmundom.
Dana 12. lipnja 1183. godine Saladin je osvojio važno zengidsko uporište Alepo, čime je stekao važnu stratešku točku za konačan napad na križarske države. Kralj Balduin IV. je digao vojsku, ali zbog bolesti je morao prepustiti zapovjedništvom nad njom Gvidu Lizinjanskom kojeg je imenovao regentom. Međutim, Gvido nije uspio napasti Saladinove trupe, navodno zbog toga što su se njegovi protivnici bojali da bi pobjeda ojačala njegovu poziciju u kraljevstvu. Sljedećih mjeseci pogoršali su se odnosi između kralja i Gvida te je kralj sazvao plemiće kraljevstva na raspravu o budućnosti države. Rajmund III., Bohemund III., Reginald Sidonski te Balduin i Balian od Ibelina nagovorili su kralja da oduzme Gvidu regentsku dužnost te da izabere za svog nasljednika sestrinog maloljetnog sina Balduina od Montferrata koji je okrunjen za suvladara 20. studenog 1183. godine. Rasprave o novom regentu su prekinute, jer se doznalo za Saladinov napad na dvorac Kerak u vlasništvu Reginalda od Châtillona.
Kralj nije bio sposoban sam voditi vojsku pa je za zapovjednika imenovao Rajmunda III. od Tripolija. Kada se vojska približila Keraku, Saladin je početkom prosinca odustao od opsade i povukao vojsku.

### Drugo regentstvo
Gvido Lizinjanski je izvršio napad i pljačku beduinske karavane u listopadu 1184. godine, zbog čega ga je kralj Balduin IV. smijenio s položaja regenta i na to mjesto imenovao Rajmunda III. U svojstvu regenta, Rajmund je dogovorio četverogodišnje primirje na zahtjev Saladina, jer mu je zaprijetio novi sukob sa Zengidima iz Mosula. Uskoro nakon toga, vjerojatno u prvom tromjesječju 1185. godine, kralj Balduin IV. je preminuo, a krunu je naslijedio maloljetni Sibilin sin Balduin V. Novi kralj je iznenada preminuo u ljeto 1186. godine, a krunu je preuzela Sibila Jeruzalemska koja je prilikom krunidbe okrunila i svog supruga Gvida Lizinjanskog za kralja prema iure uxoris.

### Bitka kod Hattina 1187. godine
Saladin je početkom 1187. godine počeo okupljati veliku vojsku iz čitavog kraljevstva kako bi zadao konačan udarac križarskim državama i osvojio grad Jeruzalem. Dana 2. srpnja 1187. godine Saladin je izvršio napad na Galileju i pokrenuo opsadu Tiberijade. Kada su u Jeruzalemu doznali za opsadu Tiberijade, došlo je do sukoba između Rajmunda III. koji je predlagao da se sačeka dolazak vojske Bohemunda III., budući da Tiberijada može izdržati dugu opsadu i Gerarda de Rideforta i Reginalda od Châtillona koji su zagovarali marš križarske vojske prema ugroženoj Tiberijadi. Kralj Gvido se naposljetku priklonio opciji marša te je krenuo s vojskom preko pustinjske ravnice prema Tiberijadi. Zbog dugog marša, vrućine i žeđi, vojska je bila iscrpljena i ujedno oslabljena stalnim iznenadnim napadima lake muslimanske konjice te je bila u niskoj sposobnosti za sukob u trenutku kada ju je napaao i opkolio glavni dio Saladinove vojske kod Rogova Hattina.
U bitci kod Hattina koja se odvila 4. srpnja 1187.godine križarska vojska je bila do nogu potučena, mnogi vitezovi su bili pobijeni, a ostali su bili zarobljeni, uključujući i kralja Gvida. Tijekom bitke Rajmund je projahao s konjicom kroz muslimanske trupe prema izvore vodu, ali nije se vratio u bitku, već je zajedno s Reginaldom Sidonskim, Balianom od Ibelina i Joscelinom III. od Edese pobjegao u Tir.
Nakon poraza kod Hattina, Rajmundova žena Eschiva od Buresa je predala Tiberijadu Saladinu i pridružila se mužu u Tiru. Rajumund se uskoro razbolio te je, budući da nije imao svojih potomaka, oporučno ostavio Grofoviju Tripoli svom kumčetu i najstarijem sinu Joscelina III. od Edese, Rajmundu. Umro je u svojoj grofoviji vjerojatno u rujnu 1187. godine.

## Zanimljivost
U povijesnom filmskom spektaklu Kraljevstvo nebesko redatelja Ridleyja Scotta iz 2005. godine uloga Tiberiasa inspirirana je stvarnim povijesnim likom Rajmunda III. od Tripolija. U filmu tu ulogu igra glumac Jeremy Irons.

## Vanjske poveznice
|  | Zajednički poslužitelj ima još gradiva o temi Rajmund III. Tripolski |

- Rajmund III., grof Tripolija Britannica (engl.)
- Vilim Tirski Hrvatska enciklopedija